# Посёлок железнодорожного разъезда № 4
№ 4, посёлок ж/д Разъезда N4, Разъезд № 4 — посёлок железнодорожного разъезда в Лиманском районе Астраханской области России. Входит в состав городского поселения Рабочий посёлок Лиман, до 25 мая 2017 года — входил в Караванненский сельсовет.

## История
Законом Астраханской области от 25 мая 2017 года № 23/2017-ОЗ Посёлок железнодорожного разъезда № 4 вошёл в состав городского поселения «Рабочий посёлок Лиман».

## География
Находится на административной границе с Черноземельским районом Республики Калмыкия.
Уличная сеть представлена 2 объектами: рзд. 4-й и улица Железнодорожная

## Население
| 2002 | 2010 |
| ---- | ---- |
| 18   | ↘0   |

Национальный состав
По данным Всероссийской переписи, в 2010 году численность населения села составляла 0 человек. Согласно результатам переписи 2002 года, в национальной структуре населения чеченцы составляли 60 % из 20 жителей.

## Транспорт
Железная дорога, Разъезд № 4